# Synagoga w Łowiczu
Synagoga w Łowiczu – główna synagoga łowickiej gminy żydowskiej znajdująca się przy ulicy Zduńskiej.

## Historia
Synagoga została zbudowana w latach 1871–1897 na miejscu starej, drewnianej synagogi. Ze względu na brak funduszy budowa trwała aż 26 lat.
Podczas II wojny światowej, zaraz po wkroczeniu wojsk niemieckich do Łowicza we wrześniu 1939 hitlerowcy zagonili miejscowych Żydów do synagogi, w której przez kilka dni byli poddawani torturom. Wkrótce potem, 10 listopada synagoga została spalona; pożar prawdopodobnie wzniecili Niemcy, którzy nie pozwolili na gaszenie ognia. Wezwanemu na miejsce rabinowi nakazano podpisanie dokumentu obciążającego pożarem Żydów. Jeszcze przez następnych kilka miesięcy stały ruiny synagogi, w której zachowały się słupy dawnej galerii dla kobiet, żelazne obramowanie bimy oraz inne elementy. Około 1942 roku (po likwidacji łowickiego getta) ruiny rozebrano.
W 1950 plac po synagodze został uporządkowany przez uczniów łowickich szkół. Na miejscu synagogi powstał pawilon „SAM” (obecnie w budynku mieści się m.in. sklep Okręgowej Spółdzielni Mleczarskiej w Łowiczu).

## Opis
Murowana synagoga została zbudowana na planie prostokąta w stylu angielskiego neogotyku. Centralnym pomieszczeniem była prostokątna główna sala modlitewna, do której wchodziło się przez przedsionek. Wewnątrz na ścianie wschodniej znajdował się bogato zdobiony Aron ha-kodesz, a przed nim bima z pięknym kutym obramowaniem. Z trzech stron na wysokości piętra znajdowała się galeria dla kobiet wsparta na skromnie zdobionych kolumnach. W bocznych elewacjach znajdowały się wysokie półokrągło zakończone okna.